# Torre Barsbay
La Torre Barsbay (en árabe: برج برسباي), también conocida como Torre de los Leones (en árabe: برج السباع) es una pequeña fortaleza militar mameluca situada en el extremo oriental del puerto de Trípoli, en el norte de Líbano.
Construida durante un período marcado por los conflictos constantes con las fuerzas de las Cruzadas y, posteriormente, con el Imperio Otomano, la torre formaba parte de una red defensiva destinada a proteger la ciudad costera de Trípoli de las amenazas navales y es un ejemplo notable de la arquitectura militar mameluca.
La torre presenta un pórtico distintivo con ablaq e incorpora columnas romanas de granito reutilizadas incrustadas horizontalmente en sus paredes para reforzar la estructura. La arquitectura defensiva de la Torre Barsbay incluye una base inclinada que forma un pequeño talud, que es un diseño defensivo destinado a desviar proyectiles, y saeteras. Además de su importancia militar, la Torre Barsbay encarna una mezcla de funcionalidad y estética mameluca, con molduras decorativas en relieve y restos de símbolos heráldicos que hacen alusión a los patrones de la estructura.

## Historia
En 1289, los mamelucos lograron su victoria final sobre las cruzadas, que fueron expulsados de Trípoli. Los ataques cruzados contra las regiones costeras persistieron, en particular desde las islas de Chipre y Rodas. Los mamelucos se encargaron de la construcción de torres defensivas a lo largo de la costa de Trípoli para contrarrestar estas amenazas navales. Los historiadores estiman que la Torre Barsbay fue construida en el siglo XIV durante el reinado del sultán Barquq, o en el siglo XV bajo el sultán Barsbay. El historiador mameluco Ibn Iyas, escribiendo antes de su muerte en 1522, afirma que la torre fue construida por Barsbay mientras era el Naib (diputado) de Trípoli en el siglo XV.
La torre fue restaurada entre 1441 y 1442 por el emir Julban, entonces naib de Trípoli, y por el sultán Qaitbey a finales del siglo XV, quien, durante su viaje a Siria en 1477, inspeccionó y reforzó las defensas del norte contra la creciente amenaza otomana. Según los registros oficiales otomanos, seis de las torres mamelucas todavía estaban en uso en el siglo XVII, cada una de las cuales albergaba una guarnición militar; durante ese período, la Torre Barsbay estaba tripulada por trece guardias (al-mustahfizan). El 22 de junio de 1893, durante una maniobra de entrenamiento frente a la costa de Trípoli frente a la Torre Barsbay, los barcos de la flota británica del Mediterráneo Victoria y Camperdown chocaron, lo que provocó el hundimiento de Victoria. La flota incluía Dreadnought, Nile, Camperdown, Victoria, Inflexible y otros siete barcos, que inicialmente habían anclado en Beirut en una visita de cortesía antes de navegar a Trípoli.

## Nombramiento
El nombre de la torre ha sido objeto de debate, y algunos lo atribuyen al sultán mameluco Barsbay, a quien se le atribuye la restauración de la estructura. El explorador suizo Johann Ludwig Burckhardt registró relatos locales que sugerían que los relieves de dos leones adornaban su fachada, lo que él interpretó como la representación de la heráldica cruzada de Raimundo IV de Tolosa. Esta interpretación fue retomada más tarde por el orientalista Max van Berchem, y el historiador francés Jean Sauvaget. El nombre se ha mantenido en uso hasta el día de hoy. Los eruditos modernos reconocen que el león también es un símbolo común en la heráldica mameluca.El historiador libanés Umar Tadmuri afirma que Burj es-Sibaa es una corrupción de Barsbay.

## Estructura
La torre rectangular mide 28,5 m de largo por 20,5 m de ancho, y está construida con grandes bloques de piedra caliza con relieves y consta de dos niveles. Presenta un pórtico distintivo con mampostería decorativa de estilo ablaq que combina bloques de piedra blanca y negra, un estilo que caracteriza a la arquitectura mameluca. El pórtico de la torre está flanqueado por dos tambores de columnas de granito romanos salientes, y se accede a él hoy en día a través de escalones construidos en tiempos recientes. Una moldura decorativa en relieve enmarca el portal, y sobre la puerta, permanece un marco rectangular en relieve donde alguna vez se exhibieron las tallas de leones heráldicos, que probablemente inspiraron el nombre de la torre, pero que desde entonces se han eliminado. Las paredes de la torre están reforzadas con columnas romanas de granito que fueron reutilizadas e incrustadas horizontalmente en las paredes. Las cuatro paredes exteriores de la torre están marcadas con saeteras, lo que proporciona posiciones defensivas para que los arqueros disparen a los enemigos que se acercan mientras permanecen protegidos detrás de las fortificaciones de piedra.  La base de la torre se inclina hacia afuera, formando un pequeño talud, una característica defensiva diseñada para desviar los proyectiles de piedra lanzados desde los matacanes de arriba. El pórtico se abre directamente a la planta baja elevada, que consiste en un gran salón que abarca toda la superficie del edificio. El salón tiene seis bóvedas de arista ancladas en dos pilares de soporte centrales y contrafuertes de pared.En el centro de la sala, situado entre los dos grandes pilares, se encuentra la abertura de una cisterna diseñada para recoger el agua de lluvia. El agua, que se acumulaba en la terraza, se dirigía a la cisterna a través de canales de cerámica. Se descubrieron rastros de pintura y frescos en las paredes interiores del salón, incluidos restos de una banda inscrita y cinco escudos con escudos de armas mamelucos. Algunos de estos escudos eran de color negro, mientras que otros mostraban colores vibrantes. Estos escudos de armas son de naturaleza compuesta, siendo el símbolo más destacado el cuenco con tallo del copero, el emblema del sultán Barquq. Una escalera situada dentro del muro de la fachada conduce al segundo nivel y se abre a una pequeña sala que debe haber servido para fines religiosos debido a la presencia de un mihrab, y a una gran sala cuyas paredes están incrustadas con ocho nichos profundos y espaciosos con bóvedas de cañón. Por encima del portal principal, el suelo está perforado con cinco matacanes utilizados para verter líquidos sobre los atacantes. Una escalera conduce al tejado de la terraza, donde quedan fragmentos de los parapetos almenados originales que corrían a lo largo del perímetro de la torre y algunos matacanes. 
La Torre Barsbay comparte similitudes significativas con el patio construido por el sultán Qaitbay sobre la entrada de la Ciudadela de Alepo. Estas estructuras se alinean con la estrategia de defensa del sultán mameluco contra los otomanos. El historiador francés Jean Sauvaget señala que la Torre Barsbay, con su impresionante volumen y diseño, se parece más a las grandes fortalezas del Líbano que a las torres costeras más pequeñas. Su escala monumental y sus numerosos elementos decorativos, cuidadosamente dispuestos con equilibrio y simetría, la alinean más con la arquitectura religiosa o civil que con edificios militares estrictamente utilitarios.